# De klankentapper
De klankentapper is het vierenvijftigste stripverhaal uit de reeks van Suske en Wiske. Het is geschreven door Willy Vandersteen en gepubliceerd in De Standaard en Het Nieuwsblad van 7 februari 1961 tot en met 16 juni 1961. 
De eerste albumuitgave was in 1961, in de Vlaamse tweekleurenreeks met nummer 43. In 1970 verscheen het verhaal in de Vierkleurenreeks als albumnummer 103. De geheel oorspronkelijke versie verscheen in 1998 opnieuw in Suske en Wiske Klassiek.

## Locaties
- Het kasteel van Van Zwollem, cellofaanfabriek.

## Personages
- Suske, Wiske met Schanulleke, tante Sidonia, Lambik, Jerom, professor Barabas, mijnheer Janssens (werkt bij het Ministerie), Van Zwollem, Nanette Lenoir en haar rijke ouders, man met uilenmasker, de Spin, Dikke Dorus, Linke Leo, Ko Krols (nachtwaker cellofaanfabriek), dokter, man in controletoren van vliegveld, agenten, inspecteur Duval van Interpol.

## Uitvindingen
- De klankentapper

## Het verhaal
Van Zwollem nodigt de vrienden uit op het kasteel, nu Anne-Marie met de kinderen op reis is. Op het kasteel is de danseres Nanette, haar rijke ouders zijn voor onbepaalde tijd naar het Verre Oosten en daarom logeert ze op het kasteel. Nanette heeft het niet zo begrepen op Wiske, spreekt "Nederlands op z'n Frans", en probeert veel tijd door te brengen met Suske, wat Wiske jaloers maakt. 
Een man met een uilenmasker wil Nanette ontvoeren en de vrienden vinden zijn schuilplaats in de gesloten cellofaanfabriek. Dan horen de vrienden en Nanette op de radio dat er een vliegtuig brandend is neergestort in Thailand; hierin zaten de ouders van Nanette. Nanette verliest van schrik het bewustzijn en de vrienden moeten een ampul van het vliegveld halen om haar te redden. Maar het vliegveld en de auto worden onklaar gemaakt, iemand probeert te voorkomen dat Nanette wordt gered. In het huis van de familie Lenoir vinden Wiske en tante Sidonia een geboeide man. Hij verklaart inspecteur Duval van Interpol te zijn en onderzoekt de dood van Nanettes vader, die in contact kwam met een verdacht individu.
Nanette verdwijnt en wordt door Suske teruggevonden in het bos. Jerom gaat naar de gesloten fabriek en vindt daar twee politieagenten die de uilenkop zoeken. Als hij weer naar het kasteel loopt, ziet hij een grote kist waar de agenten in blijken te zitten, ze zijn overvallen net na het vertrek van Jerom. Van Zwollem biecht op dat hij als spion lichtsignalen uitzond, en toen hij vanuit de fabriek onverwacht tekens terugkreeg zei hij tegen niemand iets. Dan vertelt de dokter dat Nanette in een ijzeren long verzorgd moet worden omdat ze kinderverlamming heeft en professor Barabas brengt de machine. Hij vertelt dat hij een klankentapper aan het ontwikkelen is, die zeer van pas zal komen bij het onderzoek naar de man met het uilenmasker.
De klankentapper is gebaseerd op onderzoek van dokter Hubbard, die met een elektrometer geluiden bestudeerde die door vruchten en planten worden voortgebracht. De machine zet geluiden om in woorden. Door planten en vruchten te ondervragen volgen de vrienden het spoor van de man met het uilenmasker en kunnen hem bij een houten huis pakken. Het blijkt Van Zwollem te zijn, hij heeft zich vermomd met het uilenmasker zodat Ko Krols kon ontsnappen. Krols was nachtwaker in de fabriek en is er na de sluiting blijven wonen. Hij werd bedreigd door drie bandieten en is nu op weg naar Holland.
Suske vindt Krols in de trein, maar die is al gevangengenomen door inspecteur Duval. Krols wilde Van Zwollem niet in moeilijkheden brengen, maar vertelt nu alles. Hij zag de drie bandieten in de fabriek, die hem bedreigden en één bandiet ging zelf met een uilenmasker rondlopen om verwarring te veroorzaken. Maar die uilenkop is nu gevangengenomen door De Spin. Wiske hoort dat de boeven een hoogspanningshuisje willen laten ontploffen, zodat de ijzeren long zal uitvallen, en kan dit niet tegenhouden. Als de inspecteur op het kasteel komt, blijkt Jerom de ijzeren long aan de gang gehouden te hebben. De vrienden gaan naar de zandgroeve, waar een uitgebrande auto is gevonden.
De planten vertellen bij de zandgroeve dat de boeven met Wiske naar de fabriek zijn gegaan. Wiske ziet de uilenkop in een ketel, en ze maken elkaars boeien los. Het is de broer van Nanettes vader, die als boef zijn leven heeft doorgebracht. De vader van Nanette heeft nooit over hem gesproken. Hij heeft grote speelschulden bij de Spin en die wilde Nanette dood om het verzekeringsgeld van de enige erfgenaam van Lenoir te krijgen. Maar de oom van Nanette weigerde mee te werken aan de moord op zijn nichtje. De vrienden komen in de fabriek, maar de boeven hebben zich opgesloten in een machine. Ko laat dan de machine draaien en de boeven komen er in cellofaan verpakt weer uit. Dan blijken de ouders van Nanette het vliegtuigongeluk toch te hebben overleefd. Nanette herstelt en ze wordt met haar ouders herenigd.

## Achtergronden bij het verhaal
- De elektrometer (E-meter) werd gebruikt door L. Ron Hubbard, de stichter van Scientology.
- Nannette doet op zeker moment alsof ze bewusteloos is en lacht vervolgens Suske uit: "Kiri kiri kiri, oh ik lachen in Frans!" Dit is een verwijzing naar het Franse kaasmerk La vache qui rit ("de koe die lacht").
- In dit verhaal en het volgende (De wilde weldoener) werd de overgang gemaakt naar een nieuwe tekenstijl, waarbij de personages een wat strakkere en meer vastomlijnde vorm kregen. Veel van de oudere verhalen zijn later in dezelfde stijl (gedeeltelijk) hertekend.